# ناچ‌بک

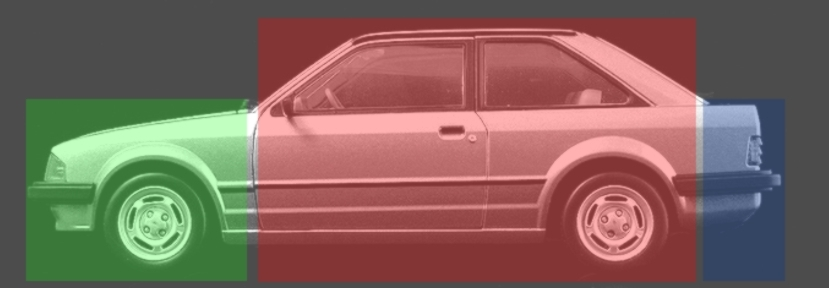
فورد اسکورت اروپایی، یک ناچ‌بک یا لیفت‌بک با سه جعبه

ناچ‌بک (انگلیسی: Notchback) گونه ای از خودروهای سه جعبه است که حجم جعبه سوم از بقیه جعبه‌ها بسیار کمتر است، درست به مانند فست‌بک‌ها و لیفت‌بک‌ها.